# مناع أبو رجلين
مناع أبو رجلين الزعبي الملقب (مناع أبو رجلين) كان أمير الأحساء في عهد الإمام سعود بن عبدالعزيز وأحد رجالات الدولة السعودية الأولى من عام 1205 هـ إلى 1219 هـ ويرجع نسبه إلى قبيلة زعب.

## ضم الاحساء خلال عهد الدولة السعودية الأولى
بدأ الصدام بين الدولة السعودية الأولى، وحكام الأحساء من بني خالد، منذ عهد الإمام محمد بن سعود (1157-1179هــ/1744-1765م)؛ حيث عمل بنو خالد على دعم المعارضة النجدية لتوسع الدولة السعودية الأولى، وشنوا حملات متكررة ضد مناطق نفوذها، وخلال تلك السنوات، فضل أئمة الدولة السعودية الأولى التمسك بموقف الدفاع؛ انتظارًا لاستكمال توحيد نجد، وترسيخ نفوذ الدولة السعودية الأولى فيها. وبعد جهود متواصلة خلال أربعين عامًا، تمكنت الدولة السعودية الأولى من تثبيت مركزها في نجد، وأصبحت في وضع عسكري ومادي يمكنها من الرد على الهجمات التي تستهدفها من الأحساء
وفي عهد الإمام عبدالعزيز بن محمد (1179-1218هــ/1765-1803م)، وتحديدًا عام 1198هــ/1784م، بدأ التحرك ضد بني خالد في الأحساء؛ حيث قاد الأمير سعود بن عبد العزيز هجومًا ناجحًا وصل إلى “قرية العيون”؛ ثم إلى “الجشة”، و”العقير” في عام1202هــ/1787م. وهزم بني خالد عام 1203هــ/1788م في معركة “ويقة”؛ بينما شهد عام 1204هــ/1789م وقعة غريميل، وهو جبل صغير في الأحساء، حيث تقابل جيش الدولة السعودية الأولى الذي يقوده الأمير سعود بن عبد العزيز، وجيش بني خالد، بقيادة عبد المحسن بن سرداح، ودويحس بن عريعر، وانتهت المعركة بانتصار الأمير سعود، وعودته إلى الدرعية.
بعد ضم الدولة السعودية الأولى للأحساء كان يعد لها بمثابت نصرًا كبيرًا، وأكسبها إطلالة على العالم الخارجي بوصولها إلى الخليج العربي، وتحسن اقتصادها، وازداد نفوذها، وقوتها العسكرية، وتهيأت لها فرص التوسع في مناطق أخرى من ساحل الخليج العربي؛ فأكدت نفوذها على قطر عام 1208هـ/1793م، وأرسلت في العام نفسه حملة إلى الكويت، ولكن لم تدخلها ضمن أملاكها، كما تقدمت قوات الدولة السعودية الأولى إلى واحة البريمي، بعد سلسلة من الهجمات قادها كل من مناع أبو رجلين وإبراهيم بن عفيصان عام 1210هــ/ 1795م، وأصبحت البريمي قاعدة متقدمة لنشاط الدولة السعودية الأولى العسكري، ومركزًا لنشر الدعوة السلفية داخل عمان، والساحل المطل على الخليج. كما أعلنت قبائل بني ياس، وآل نعيم، وبني قتب، والظواهر، والشوامس، طاعتهم للدولة السعودية الأولى. وفي عام 1218هــ/1803م

## مناع أبو رجلين أميرا للاحساء
خضعت منظقة الاحساء شرق شبه الجزيرة العربية لحكم الدولة السعودية الاولى وعين الامام سعود بن عبدالعزيز مناع أبو رجلين الزعبي حاكماً على الاحساء

## غزوة مناع أبو رجلين على الكويت
قاد مناع أبو رجلين الزعبي. وهو من قادة الامام عبدالعزيز بن محمد بن سعود وكان يقطن الاحساء حيث امره الامام ان يغزو الكويت بجيش من قبيلة زعب واهل الاحساء فقام مناع أبو رجلين بمهاجمة الكويت بالطريقة التي اتبعها ابراهيم بن عفيصان وكان ذالك قبل اربع سنوات، فقد وضع قسما ممن كانوا معه كمينآ، ثم هجم على مواشي الكويتيين، واخذها فخرج اليه أهل الكويت واشتبكوا معه ثم خرج اليهم الكمين فانهزموا عائدين إلى البلدة بعد ان قتل منهم نحو عشرين رجلا، وكانت هذه الحملة رداً على تعاون الكويتيين مع الشيخ ثويني زعيم عشائر المنتفق، ثم خرج مشاري بن عبد الله بن حسين من الكويت غازياً ومعه عشرين مطية وعدد من الخيل بالهجوم على قبيلة زعب - قبيلة مناع أبو رجلين - الذين كانوا يقيمون قرب الكويت حينذاك، وقام أهل الكويت بمحاولة أخذ الثار من مناع في قبيلته وتوجه الغزو الكويتي إلى فريق من [الاجاودة[الغوانم|قبيلة زعب] ويعتبر هذا الهجوم الأول الذي يقوم به أهل الكويت دون اشتراك مع غيرهم ضد السعوديين

## سبب بناء السور الكويت
وقد امر الشيخ جابر بن عبدالله الصباح حاكم الكويت الثالث بناء السور ولقد بنى الكويتيون الاوائل ثلاثة اسوار عبر التاريخ لحماية بلدتهم من الاخطار المحيطة، وكان الأول بعد هجوم مناع أبو رجلين الزعبي على الكويت عام 1798م 